# Cystathionin-β-Synthase
Die Cystathionin-β-Synthase (CBS) ist ein Enzym aus der Gruppe der Lyasen, das an der Übertragung von Schwefelhaltigen Molekülen (Transsulfurierung) im Aminosäurestoffwechsel beteiligt ist.

## Eigenschaften

Der erste Schritt der Cysteinsynthese (obere Reaktion) wird durch die CBS katalysiert

Die Cystathionin-β-Synthase katalysiert die Kopplung von Homocystein an Serin, wodurch unter Abgang eines Wassermoleküls Cystathionin entsteht. Als Cofaktor wird Pyridoxalphosphat (PLP) und Häm verwendet. Die Cystathionin-β-Synthase wird durch S-Adenosylmethionin allosterisch aktiviert. Sie enthält an Proteindomänen ein aktives Zentrum und zwei CBS-Domänen. Eine eingeschränkte Funktion der CBS führt zu Cysteinurie und Homocysteinurie und einem erhöhten Risiko für Herz-Kreislauf-Erkrankungen. Mutationen im Gen CBS sind mit Homocysteinurie assoziiert. In Tieren wird die CBS hauptsächlich in der Leber gebildet. Die Mutation T833C ist mit einem erhöhten Risiko für einen Schlaganfall assoziiert. Die Genexpression der CBS wird durch den Transkriptionsfaktor Farnesoid-X-Rezeptor eingeleitet. In manchen Tumorzellen wird die CBS überexprimiert.
Die Cystathionin-β-Synthase gehört zu den L-Serin-Hydrolyasen. Ursprünglich war 1961 eine Methylcystein-Synthase mit der EC-Nummer EC 4.2.1.23 klassifiziert worden. Dabei handelte es sich jedoch um eine Nebenreaktion der Cystathionin-β-Synthase, weshalb die EC-Nummer 1972 gelöscht wurde.